# Onychocorycaeus pumilus
Onychocorycaeus pumilus – gatunek widłonoga z rodziny Corycaeidae. Opisała go w 1912 roku niemiecka zoolog Maria Dahl, nadając mu nazwę Corycaeus (Onchocorycaeus) pumilus.